# Frederick Arthur Bridgman
Frederick Arthur Bridgman (Tuskegee, Alabama, Estados Unidos, 10 de noviembre de 1847-Francia, 13 de enero de 1928) fue un artista estadounidense conocido por sus pinturas de temática orientalista.
Bridgman nació en Tuskegee, Alabama, hijo de un médico; empezó como dibujante en la ciudad de Nueva York, para la American Bank Note Company de 1864 a 1865, durante esos años estudió en la Brooklyn Art Association y en la Academia Nacional de Dibujo de Estados Unidos. Se fue a París en 1866 y al año siguiente entró en el estudio del conocido pintor academicista Jean-Léon Gérôme donde fue profundamente influenciado por delineación precisa de Gérôme, acabados lisos, y la preocupación por los temas del Oriente Medio. A partir de entonces, se domicilió en París. En 1874, fue elegido en la Academia Nacional de Dibujo de Estados Unidos como miembro asociado, y se convirtió en miembro de pleno derecho en 1881.

## Biografía
Bridgman hizo su primer viaje a África del Norte entre 1872 y 1874, dividiendo su tiempo entre Argelia y Egipto; en esa época realizó aproximadamente trescientos dibujos que se convirtieron en el material de partida para varias pinturas al óleo posteriores que atrajeron la atención inmediata. Llegó a ser conocido como el Gérôme americano, aunque adoptaría más adelante una estética más natural, con énfasis en los colores brillantes y la pincelada pictórica. Su rotunda obra, The Funeral Procession of a Mummy on the Nile, en el Salón de París (1877), comprada por el editor del New York Herald James Gordon Bennett, Jr., le trajo la Cruz de la Legión de Honor.
Las visitas adicionales a la región a lo largo de los años 1870 y 1880 le permitieron amasar una colección de trajes, piezas arquitectónicas y objetos de arte, que a menudo aparecen en sus pinturas. John Singer Sargent señaló que en París, tanto el estudio atestado de objetos de Bridgman, como la Torre Eiffel, eran atracciones obligadas. 
Aunque Bridgman mantiene una conexión permanente con Francia, su popularidad en los Estados Unidos nunca se desvaneció; de hecho, en 1890, el artista realizó exhibiciones personales con más de 400 imágenes en las galerías de la Quinta Avenida de Nueva York; cuando las exhibiciones fueron trasladadas al Instituto de Arte de Chicago sólo contenía 300 obras, testimonio del alto número de ventas que Bridgman había hecho.

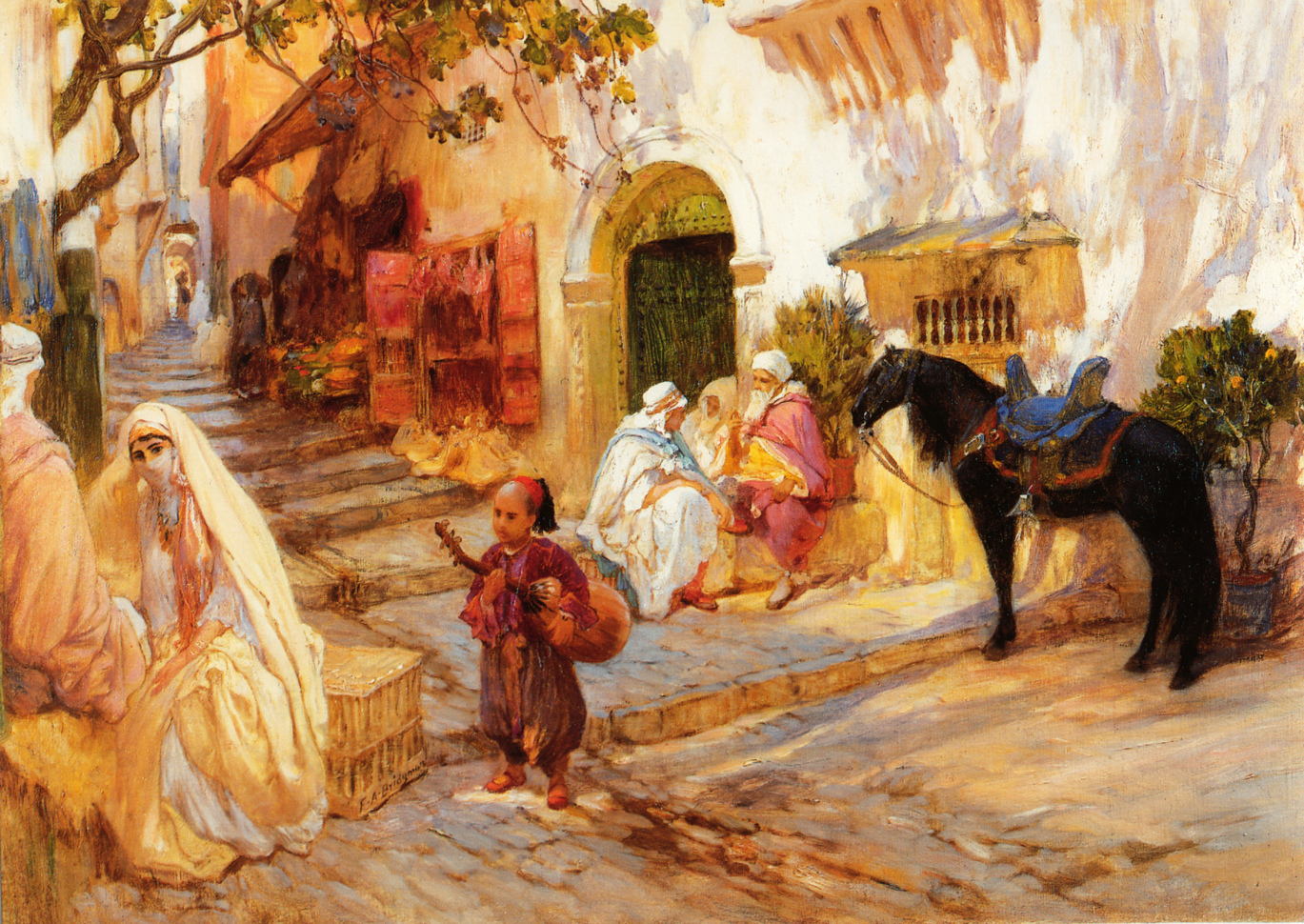
A Street Scene in Algeria (Fecha desconocida)

Una de las imágenes más reconocidas orientalistas de Bridgman, A Street Scene in Algeria, es excepcional por su importancia histórica y biográfica. Muchos de sus detalles pueden ser considerados motivos de "firma" de la artista, y su tema. En consonancia con la tendencia de Bridgman en la década de 1880 para centrarse en temas domésticos íntimos, dos figuras masculinas sentadas se les da un lugar de honor en el centro de la composición, gesticulando mientras que el chat.
Otras pinturas de él fueron An American Circus in Normandy, Procession of the Bull Apis que se conserva en la Galería de Arte Corcoran, Washington D. C., y Rumanian Lady que pertenece a la colección de Temple en Filadelfia, Pensilvania.
Recientemente, obras del pintor se han vendido en subasta en el rango de precios de 250 000 USD hasta 350 000 USD. 